# Surkul'
Il Surkul' (in russo Суркуль?) è un fiume della Russia europea meridionale; è un affluente di sinistra della Kuma. Scorre nei rajon Andropovskij e Mineralovodskij del Territorio di Stavropol'.
La sorgente del fiume si trova a nord-ovest dell'omonimo villaggio. Passa a nord della città di Mineral'nye Vody e sfocia nella Kuma a 664 km dalla foce. Ha una lunghezza di 119 km, il suo bacino è di 1 440 km².